# Pseudozonitis vittipennis
Pseudozonitis vittipennis is een keversoort uit de familie van oliekevers (Meloidae). De wetenschappelijke naam van de soort is voor het eerst geldig gepubliceerd in 1875 door Horn.